# 吉岡喜一
吉岡 喜一（よしおか きいち、1901年5月31日 - 1989年12月30日）は、日本の実業家。新日本窒素肥料（現・チッソ）代表取締役社長や、塩化ビニール協会会長を務めた。水俣病の原因を作った新日本窒素肥料の社長として刑事訴追を受け、有罪が確定した。

## 人物・経歴
大阪府大阪市出身。1924年、神戸高等商業学校（現・神戸大学）卒業、日本窒素肥料入社。1947年、日本窒素肥料取締役副社長。
1958年、新日本窒素肥料取締役社長と積水化学工業監査役に就任。同年9月25日、新日本窒素水俣工場は、アセトアルデヒド酢酸製造設備の排水経路を、水俣湾百間港から八代海に面した水俣川河口の八幡プールへ変更した。このため水俣病患者は、水俣湾周辺に留まらず、八代海沿岸全体に拡大していった。
1959年7月22日、熊本大学水俣病研究班が、水俣病の原因は「新日本窒素肥料水俣工場の廃液に含まれる有機水銀であることがほぼ確定的になった」と発表。吉岡は日本化学工業協会専務理事の大島竹治に依頼し「爆薬説」をただちに発表させるなど、反論工作を行った。1960年、塩化ビニール協会会長に就任。
1964年、新日本窒素肥料社長を退任。同年、藍綬褒章受章。1965年、日信化学工業取締役会長。
1975年3月14日、水俣病患者、遺族ら103人が、チッソ関係者を殺人罪、傷害罪で熊本県警に告訴。1976年5月4日、熊本地検は吉岡と元水俣工場長の西田栄一を業務上過失致死傷で起訴。これに対し、「水俣病認定申請患者協議会」と「水俣病患者同盟」などは「過失罪」での起訴に抗議した。1979年3月22日、熊本地裁は、吉岡と西田に禁固2年、執行猶予3年の有罪判決を下した。1988年3月、最高裁上告審で吉岡らの有罪が確定した。
1989年12月30日、死去。88歳没。

## 著書
- 『野口遵』フジ・インターナショナル・コンサルタント出版部、1962年。